# Коморі Томомі
Коморі Томомі (18 лютого 1983) — японська хокеїстка на траві.
Учасниця Олімпійських Ігор 2004, 2008 років.
Срібна призерка Азійських ігор 2006 року.
Чемпіонка Азії 2007 року, срібна призерка 2004 року.